# Pecocheta
Pecocheta (en euskera: Pekotxeta) es una localidad perteneciente al municipio de Valcarlos, en la Comunidad Foral de Navarra, España. Posee 124 habitantes.

## Geografía
Se encuentra en la frontera con Francia, a la orilla del río Valcarlos. Un puente la separa de la vecina localidad francesa de Arnegui.